# Nationales Olympisches Komitee Somalias
Das Nationale Olympische Komitee Somalias (Somali Guddiga Olimbikada Soomaaliyeed GOS, englisch Somali National Olympic Committee) wurde 1959 – also noch vor der Unabhängigkeit Somalias – in Mogadischu gegründet und 1972 vom Internationalen Olympischen Komitee anerkannt.
Im selben Jahr nahm Somalia in München erstmals an den dortigen Olympischen Spielen teil. Die Spiele von 1976 boykottierte es zusammen mit weiteren afrikanischen Staaten aufgrund der Teilnahme Neuseelands, dessen Rugby-Team zuvor gegen dasjenige Apartheid-Südafrikas gespielt hatte. Den Spielen in Moskau 1980 blieb es als den USA verbündetes Land ebenfalls fern.
Seit Ausbruch des Bürgerkrieges in Somalia 1991 konnte das Nationale Olympische Komitee trotz Schwierigkeiten kleine Delegationen an alle Sommerspiele seit 1996 entsenden, so auch nach Peking 2008. Darüber hinaus engagiert es sich in der Durchführung regionaler und nationaler Sportveranstaltungen in Somalia.